# 渡邉結城
渡邉結城（わたなべ ゆうき、10月2日 - ）は日本のアナウンサー・司会者。元・NHKのキャスター・リポーター。国立音楽大学付属中学校、国立音楽大学付属音楽高等学校、国立音楽大学卒業。東京都出身。

## 出演
- 情報まるごと
- おはよう日本
- お元気ですか日本列島
- 首都圏ネットワーク
- こんにちはいっと6けん